# ديوك هاشيموتو
ديوك هاشيموتو (بالإنجليزية: Duke Hashimoto)‏ (15 ديسمبر 1984 في الولايات المتحدة - ) هو لاعب كرة قدم أمريكي في مركز الهجوم. لعب مع أتلانتا سيلفرباكس.

## وصلات خارجية
- ديوك هاشيموتو على موقع قاعدة بيانات كرة القدم.إي يو (الإنجليزية)